# Liiva (Audru)
Liiva – wieś w Estonii, w prowincji Parnawa, w gminie Audru.